# Риба-мандарин
Риба-мандарин, або окунь китайський (Siniperca chuatsi) — вид прісноводних риб родини Перцихтових (Percichthyidae). Поширена у басейні річки Амур в Китаї та Росії. Також відомий на північному заході Сахаліну. Промислова прісноводна риба, сягає 70 см довжини.